# Цуел ди Ла (Тревизо)
Цуел ди Ла је насеље у Италији у округу Тревизо, региону Венето.
Према процени из 2011. у насељу је живело 14 становника. Насеље се налази на надморској висини од 352 м.